# Rudolf Rolíček
Rudolf Rolíček (12. července 1877 Klobouky u Brna – 1. prosince 1943 Praha), byl český a československý politik a poslanec Revolučního národního shromáždění za agrárníky.

## Biografie
Profiloval se jako teoretik agrárního hnutí. Je autorem spisů Život venkova (1914) nebo Agrarism a demokracie, pilíře našeho programu (1922). Už počátkem 20. století přispíval coby právník do listu Venkov. V meziválečné době pak spolupracoval s mladou agrární generací v revue Brázda.
Od roku 1918 do roku 1920 zasedal v Revolučním národním shromáždění za Republikánskou stranu československého venkova (od roku 1922 Republikánská strana zemědělského a malorolnického lidu). Byl profesí tajemníkem českého odboru zemědělské rady.
Ve 20. letech zastával funkci předsedy Svazu československých průmyslových lihovarů. Zemřel 1. prosince 1943.